# 红庙子镇
红庙子镇，是中华人民共和国内蒙古自治区赤峰市红山区下辖的一个乡镇级行政单位。

## 行政区划
红庙子镇下辖以下地区：
中心街社区、聂胡地村、西水地村、郎家营村、后道村和东南营子村。